# Spike (Buffy the Vampire Slayer)
Spike (James Marsters) é um personagem das séries Buffy, a Caça-Vampiros,  e Angel.

## História
Antes de virar vampiro era o poeta William Pratt, apaixonado por Cecily (Kali Rocha), na Londres vitoriana do século XIX. Era chamado de William, the Bloody, por causa da poesia horrível que escrevia.
William morava com sua mãe, Anne Pratt (Caroline Lagerfelt); certa noite em 1880, ele vai a uma festa e é humilhado por Cecily.  Desesperado, sai pelas ruas de Londres e é mordido pela vampira Drusilla (Juliet Landau) — transformando-se em vampiro e, portanto, perdendo sua alma. William retorna para sua casa e transforma sua mãe (para que ela tenha vida eterna), mas esta se volta contra o filho e ele acaba estaqueando-a.
Anos mais tarde (em 1997), Spike chega a Sunnydale e tenta matar Buffy Summers (Sarah Michelle Gellar), sem sucesso. Acaba sendo capturado, na quarta temporada, pela Iniciativa e tem um chip implantado em seu cérebro, que o impede de matar. Spike acaba se apaixonando por Buffy; inicialmente platônico, o amor entre o vampiro e a Caça-Vampiros acaba se concretizando; mas o relacionamento é extremamente turbulento e tóxico. Os dois acabam se separando.
Mesmo assim, Spike consegue sua alma de volta por ela, pois a Caça-Vampiros sempre dizia que ele era "uma coisa ruim e sem alma."
Ele luta ao lado de Buffy e seus amigos em muitas batalhas contra as forças do mal (inclusive sem o chip, que foi removido na sétima temporada) e ele e Buffy mostram indícios de uma possível volta mas, na derradeira, na Boca do Inferno, ele acaba se sacrificando para salvar o mundo logo depois de ouvir uma confissão de amor da Caça-Vampiros.
Entretanto, após 19 dias, Spike retorna em Los Angeles, confuso e sem corpo físico, no escritório de Angel (David Boreanaz). Confusos estão também Wesley Wyndham-Pryce (Alexis Denisof), Charles Gunn (J. August Richards), Winifred "Fred" Burkle (Amy Acker), Lorne (Andy Hallett) e Harmony Kendall (Mercedes McNab), pois Angel não lhes havia contado que Spike tinha sua alma novamente e que ajudou Buffy e seus amigos a evitar um apocalipse.
Logo Spike volta a ser corpóreo novamente (após receber uma encomenda misteriosa) e passa a ajudar a Fang Gang (como é conhecida a turma de Angel) na luta contra o mal. No final, o vampiro com alma prova definitivamente que se tornou um campeão, se jogando na batalha derradeira. Sua história continua nos quadrinhos, em Angel: After the Fall e Buffy, The Vampire Slayer Season Eight. Nos quadrinhos (atualmente na décima primeira temporada) ele continua sendo regular e seu relacionamento com a caçadora está firme e forte.

## Aparições
Spike entrou para o elenco regular de Buffy na 4ª temporada no episódio The Initiative, aparecendo em todos os episódios depois desse, exceto no episódio "The Body". Ele também fez várias participações especiais nas temporadas 2 e 3, além de dois da temporada 4 antes de entrar pro elenco principal. Ele apareceu em 96 episódios, incluindo aparições em:

- Segunda Temporada (1997, 1998) - "School Hard"; "Halloween"; "Lie To Me"; "What's My Line"; "Surprise"; "Innocence"; "Bewitched, Bothered and Bewildered"; "Passione"; "I Only Have Eyes for You"; "Becoming".

- Terceira Temporada (1998, 1999) - "Lovers Walk"

- Quarta Temporada (1999, 2000) - "The Harsh Light of Day" e "Wild at Heart".

Angel: Spike fez parte do elenco principal na quinta e última temporada da série. Ele apareceu em 24 episódios, incluindo:
- Primeira Temporada (1999, 2000) - "In the Dark"
- Segunda Temporada (2000, 2001) - "Darla" (flashbacks)

### Episódios Citados
1. 1 2  Buffy the Vampire Slayer, 5a temporada, episódio 85, Fool for Love
2. ↑  Buffy the Vampire Slayer, 6a temporada, episódio 22 (season finale), Túmulo